# Skins Lake Indian Reserve 16B
Skins Lake Indian Reserve 16B är ett reservat i Kanada.   Det ligger i provinsen British Columbia, i den centrala delen av landet, 3 600 km väster om huvudstaden Ottawa.
I omgivningarna runt Skins Lake Indian Reserve 16B växer i huvudsak barrskog. Trakten runt Skins Lake Indian Reserve 16B är nära nog obefolkad, med mindre än två invånare per kvadratkilometer.